# 갯민숭달팽이
갯민숭달팽이 혹은 나새류(nudibranchs, sea rabbit)는 화려하고 밝은 색상의 해양 복족류이다.
해조류와 해저찌꺼기를 섭취하며 자세포를 갖추고 악취를 풍겨 포식자들에게서 꺼려진다.
주로 "바다청소기", "광대", "금잔화", "춤추는 사람", "용"과 같은 다채로운 별명을 가지고 있다. 전 세계 바다 곳곳에 분포되어 있으며, 현재 3,000마리의 종이 유효한 것으로 알려져 있다. 대부분 피부에 독을 가지고 있지만 만져도 영향이 없을 정도이다.
학명(nudibranchia)은 라틴어 '벌거벗은'이란 뜻을 가진 'nudus'와 그리스어로 '아가미'란 뜻을 가진 'brankhia'에서 왔다.
한국에는 전 연안의 조하대에 주로 분포한다.
바다민달팽이라고 불리기도 하지만, 그에 속하는 어떤 동물들은 갯민숭달팽이와 밀접한 관련은 없는 분류학적 그룹에 속한다.

## 분포 및 서식지
갯민숭달팽이는 북극에서 온대 및 열대 지역에 이르기까지 전 세계의 바다에서 남극 주변의 남극해에 이르기까지 분포한다. 일부 종은 낮은 염도의 기수에서 서식하는 것으로 알려져 있지만 소금물로 서식지가 제한된다. 조간대에서 700m가 훨씬 넘는 깊이까지 서식한다. 2500m 근처에서 한 종이 발견이 되긴 했지만, 아직 미등재종이다.
저서동물로 기질 위로 기어 다니는 것으로 발견되는데, 파란갯민숭달팽이는 해수면 바로 아래에 거꾸로 떠 다니며 독성이 강한 편이다. 수층을 오가며 헤엄치는 Cephalopyge trematoides 및 Phylliroe bucephalum도 있다.

## 방어 메커니즘
진화 과정에서 갯민숭달팽이는 껍데기를 잃는 대신 다른 방어 메커니즘을 개발했다.
일부 종은 포식자를 피하기 위해 주변의 고착성 무척추 동물(종종 먹이 스폰지 또는 부드러운 산호)을 모방한 질감과 색상으로 외부 구조를 진화시켰다(위장). 다른 갯민숭달팽이는, 특히 청줄무늬갯민숭달팽이에서 잘 보이듯이 강렬하게 밝고 대조되는 색상 패턴을 가지고 있어 주변 환경에서 특히 두드러진다. 갯민숭달팽이는 해양 생태계에서 가장 흔하게 인용되는 경계색의 예이다.
그러나 이것에 대한 증거는 논쟁의 여지가 있는데, 종들 사이에서 의태하는 예가 거의 보이지 않고, 많은 종이 야행성이거나 비밀스러우며, 색상 스펙트럼 끝에서 보이는 것과 같은 밝은 적색들이 수심에 비례하여 급격히 바래 보이기 때문이다. 예를 들어, 열대 해양 민달팽이 중 가장 큰 스페니시 댄서( Hexabranchus 속 )는 화학적으로 강력하게 방어되고 눈부시게 붉은 색과 흰색을 띠며 야행성이며 의태하지 않는다. 나새류 연체 동물에 대한 다른 연구에서는 그들이 경계색을 띠는 것이 맞다는 결론을 내렸는데, 예시로는 인도-태평양 산호초에 서식하는 Phylidiidae과의 민달팽이가 있다.
하이드로 조이드를 먹는 누디 브랜치는 하이드로 조이드의 선충 (stinging cell)을 등쪽 체벽 인 cerata에 저장할 수 있다.  kleptocnidae 라고 불리는 훔친 선충은 갯민숭달팽이를 해치지 않고 소화기관을 돌아 다닌다. 장기로 더 들어가면 세포는 장 돌출부에 의해 동화되어 생물의 뒷몸에 특정 위치로 이동한다. Nudibranchs는 hydrozoids 및 nematocysts로부터 자신을 보호 할 수 있다.
구체적인 메커니즘은 아직 알려지지 않았지만 큰 액포를 가진 특수 세포도 아마 중요한 역할을 할 것이다.
유사하게, 일부 갯민숭달팽이는 식물 세포 (연산호의 공생 조류)를 흡수하여 이를 재사용하여 스스로 음식을 만들 수 있다. 관련 그룹의 sacoglossan(바다 민달팽이)는 조류를 먹고 엽록체만을 보유하여 광합성으로 사용한다. 이 과정을 도벽 성형이라고 한다.
누디브랜치는 보호를 돕기 위해 다양한 화학적 방어를 사용하지만 전략이 치명적이다.
사실, 화학적 방어는 독성이 아니라 불쾌하게 진화 해야한다는 좋은 주장이 존재한다. 일부 스폰지 먹는 갯민숭달팽이는 포식자에 입맛에 맞지 않는 자신을 렌더링하고, 그들의 몸에서 그들의 먹이 스폰지의 화학 방어를 집중한다.
dorid nudibranchs가 사용하는 화학 화합물이 실제로 식이 스폰지에서 나온다는 증거는 각각 먹이와 nudibranch의 대사 산물 사이의 유사성에 있다. 또한, nudibranchs는 여러 식품 공급원이있을 때 스폰지 화학 물질의 혼합물을 포함할 뿐만 아니라 식단의 동시 변경으로 방어 화학 물질을 변경한다. 그러나, 이것은 갯민숭달팽이의 화학 방어를 개발하기위한 유일한 방법은 아니다. 어떤 종들은 식이요법의 영향 없이 새로이 그들 자신의 화학 물질을 생산할 수 있다.
다양한 화학 생산 방법에 대한 증거는 매우 다른 환경과 전체적으로 발견되는 지리적 위치에 걸쳐 화학적 구성의 특징적인 균일 성과 함께 제공된다. 새로이 생산하는 종은 다양한 식이 및 환경 의존적인 화학 조성과 비교된다.
또 다른 보호 방법은 피부에서 산을 방출하는 것으로, 물리적으로 자극을 받거나 다른 생물이 건드리면 자동으로 점액을 방출한다.

## 일생
- 갯민숭달팽이는 자웅동체 생물로 암수의 생식 기관을 가지고 있지만 스스로 수정할 수는 없다.
- 짝짓기는 보통 몇 분 정도로 소요되며, 춤과 같은 구애를 포함한다.
- 일반적으로 리본처럼 보이는 젤라틴 모양의 나선형 물체 안에 알을 낳는다.
- 알의 수는 적을 땐 한두 개, 많을 땐 2,500만 개 정도이다.
- 알에는 포식자를 저지하는 수단으로 해면동물의 독소가 포함되어 있다.
- 부화한지 얼마 안 된 갯민숭달팽이는 크기는 작지만 다 큰 갯민숭달팽이와 거의 비슷하게 생겼다. 다만 뿔의 갯수가 적을 수 있다.
- 갯민숭달팽이의 수명은 종에 따라 몇 주에서 1년까지 다양하다.

## 먹이와 생태적 역할
알려진 모든 갯민숭달팽이는 육식성이다.
주로 먹이로는 스폰지, 히드라  (예 Cuthona ), 태형동물 중 일부는 다른 바다 슬러그 또는 알을 먹고 (예: 파 보리 너스 ) 또는 어떤 경우에는 식인종이며 자신의 종족을 잡아 먹는다.
수면에 서식하는 갯민숭달팽이인 파란갯민숭달팽이는 작은부레관해파리와 같은 관해파리목을 주로 먹는다.
이 포식성 연체 동물은 공기를 뱃속으로 빨아 들여 물에 띄우고, 근육질의 발을 사용하여 표면 필름에 달라 붙는다.
작은 먹이를 찾으면 Glaucus는 큰 입으로 그것을 감싸지만, 만약 그 먹이가 더 큰 관해파리라면, 연체 동물은 가장 강력한 선충낭을 가지고 있는 낚시 촉수를 뜯어낸다. 다른 종류와 마찬가지로 Glaucus는 자포을 소화하지 않다. 대신 장에서 피부 표면으로 독을 전달하여 스스로를 방어한다.

## 분류
누디 브랜치는 일반적으로 dorid와 aeolid (eolid라고도 함)의 두 가지 주요 종류로 나눈다.
- Dorids (clade Anthobranchia , Doridacea , 또는 Doridoidea )는 항문 주변의 신체 뒤쪽 부분에 형성하는 아기미같은 깃털로 인신된다. 껍질의 프린지 안에는 내장이 없다.

- Aeolids (clade Cladobranchia )는 아가미같은 깃털 대신 cerata(뿔모양의 호흡기관)를 가지고 있다. 껍질이 없다.

- 갯민숭달팽이류 또는 나새류(Nudibranchia)
  - Euctenidiacea
    - Gnathodoridacea
      - Bathydoridoidea

    - 갑옷갯민숭달팽이류(Doridacea)
      - 갑옷갯민숭달팽이상과(Doridoidea)
      - Phyllidioidea
      - Onchidoridoidea (= Phanerobranchiata Suctoria)
      - 능선갯민숭이상과(Polyceroidea) (= Phanerobranchiata Non Suctoria)

  - Dexiarchia
    - Pseudoeuctenidiacea
      - Doridoxoidea

    - 지새류(Cladobranchia)
      - 세로줄무늬갯민숭이류(Euarminida)
      - 꽃송이갯민숭이류 또는 수지갯민숭달팽이류(Dendronotida)
      - 큰도롱이갯민숭이류(Aeolidida)